# Bandera de Renania-Palatinado
La bandera de Renania-Palatinado (en alemán: Rhineland-Pfalz) es una tricolor de tres franjas horizontales de negro, rojo y oro. Estos colores son los colores nacionales de Alemania y a veces son referidos como schwarz-rot-gold.  En el  cantón, o la esquina superior izquierda, se sitúan las armas de Renania-Palatinado.

## Generalidades
La bandera del Estado y el escudo de armas fueron diseñados en 1947 después de que este Land fue formado por la autoridad del Alto Comisionado Francés en Alemania. La bandera simboliza la dedicación de Renania-Palatinado a Alemania (de ahí el tricolor negro-rojo-oro) así como las tradiciones democráticas de Alemania. Estos colores fueron vistos por primera vez en esta combinación durante el Festival de Hambach (Hambacher Fest), una demostración de masas de los liberales germanos en las ruinas del Castillo de Hambach (Hambacher Schloss) en 1832. Así el Palatinado está muy conectado con estos colores.